# Fleurus
Fleurus es un municipio y una localidad belga de la provincia de Henao. El 1 de enero de 2019 Fleurus tenía una población de 22 918 habitantes. El área toral es de 59,28 km², lo que le otorga una densidad de población de 387 hab./km². 

## Pueblos
Fleurus tiene 7 pueblos en su término:
- Brye (wa: Briye) - Código postal: 6222
- Heppignies (wa: Epniye)
- Lambusart (wa: Lambussåt)
- Saint-Amand (wa: Sint-Amand)
- Wagnelée (wa: Wagnlêye)
- Wanfercée-Baulet (wa: Wanfercêye-Bålet)

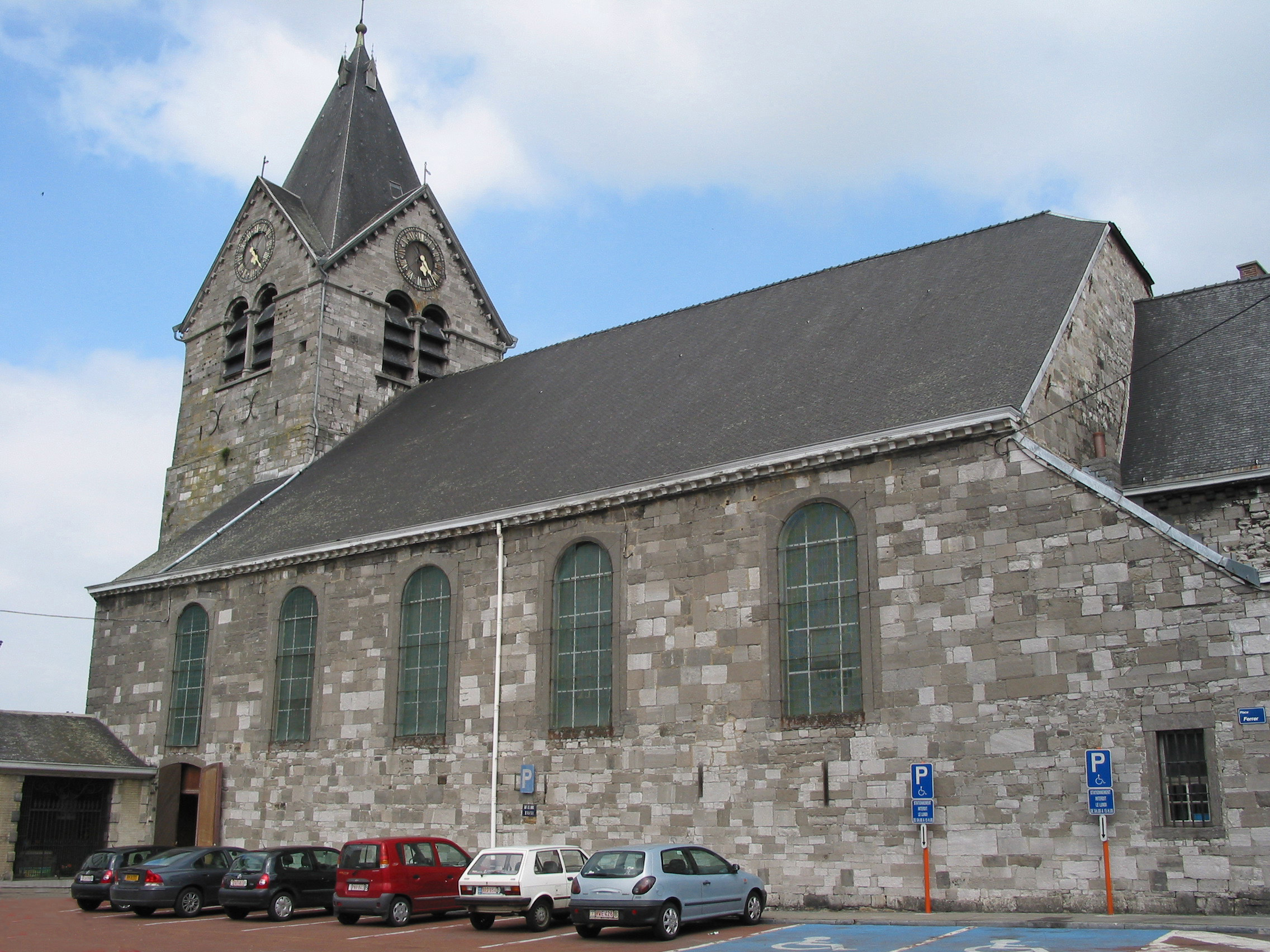
Iglesia de San Victor,.

- Wangenies (wa: Wanjniye)

## Historia
Hay trazas de desarrollo de aguicultura que se remontan a la Era Neolítica.  Durante el Imperio romano se construyeron clazadas entre Bavay y Colonia).
Villa del Condado de Namur. En octubre de 1155, Enrique IV de Luxemburgo liberó la comuna que comenzó a ser la ciudad de Fleurus.
Ha habido cuatro importantes batallas libradas cerca de la localidad de Fleurus:
- La Batalla de Fleurus (1622) en la Guerra de los Treinta Años.[1]
- La Batalla de Fleurus (1690) en la Guerra de la Gran Alianza.
- La Batalla de Fleurus (1794) en las Guerras Revolucionarias Francesas.
- La Batalla de Ligny (1815), que supuso la quema de la población por las tropas francesas en retirada.[2]

Durante las dos guerras mundiales, Fleurus no fue lugar de batallas gracias a que los aliados tomaron la plaza en septiembre de 1944.

## Demografía

### Evolución
Todos los datos históricos relativos al actual municipio, el siguiente gráfico refleja su evolución demográfica, incluyendo municipios después de efectuada la fusión el 1 de enero de 1977.
| Gráfica de evolución demográfica de Fleurus entre 1846 y 2019 |
|                                                               |